# Джордж Тугуд Сміт
Альфред Леннон (англ. George Toogood Smith, 13 березня 1903 — 5 червня 1955) був дядьком Джона Леннона по материнській лінії. Разом зі своїм братом, Френком Смітом, Сміт керував двома сімейними молочними фермами та роздрібною торгівлею в селі Вултон, Ліверпуль. Ферми належали родині Смітів протягом чотирьох поколінь, але після початку Другої світової війни вони були відібрані британським урядом для воєнних потреб.
Сміт почав залицятися до Мімі Стенлі навесні 1932 року, але йому завадила її байдужість і втручання батька. Після доставки молока в лікарню, де вона працювала, він поставив їй ультиматум, що вона повинна вийти за нього заміж, «або взагалі нічого!». 15 вересня 1939 року вона нарешті вийшла за нього заміж. Вони купили двоквартирний будинок під назвою Мендіпс, названий на честь пагорбів, за адресою 251 Менлав Авеню, Ліверпуль.
Леннон прожив зі Смітом та його дружиною більшу частину свого дитинства, і Сміт навчив юного Леннона читати, читав йому на ніч дитячі віршики, а пізніше навчив розгадувати кросворди. Він також навчив його малювати і розмальовувати та купив йому його першу губну гармоніку. Сміт знепритомнів і помер у неділю у себе вдома від крововиливу в печінку, у віці 52 років, і був похований на кладовищі церкви Святого Петра у Вултоні.